# Metropolis Part 1: The Miracle and the Sleeper
Pour les articles homonymes, voir Metropolis.
Pistes de Images and Words
Surrounded
(4) Under a Glass Moon
(6)
Metropolis Part 1: The Miracle And The Sleeper est la cinquième chanson de l'album Images and Words du groupe de metal progressif Dream Theater. Les paroles ont été composées par John Petrucci

## Apparitions
1. Images and Words (Album) (1992)
2. Live At The Marquee (Album Live) (1993)
3. Images and Words: Live in Tokyo (VHS Live) (1994)
4. Once in a Livetime (Album Live) (1998)
5. 5 Years in a Livetime (VHS Live Live) (1998)
6. Live Scenes From New York (Album Live) (2001)
7. Live in Tokyo / 5 Years in a LIVEtime (DVD Live) (2004)
8. Score (Album Live) (2006)
9. Live at Luna Park (Album Live) (2013)

## Faits divers
- La chanson a donné suite à un album appelé Metropolis Part 2: Scenes from a Memory. Plusieurs allusions musicales et lyriques sont faites à la chanson pendant l'album.
- Plusieurs rumeurs parlent d'une troisième et dernière partie (ce qui ferait de Metropolis une trilogie), mais le groupe n'a rien déclaré d'officiel.
- Metropolis fut la chanson d'ouverture de presque tous les concerts durant la tournée d'Images And Words.
- Les paroles font plusieurs références à l'épopée de Virgile : L'Énéide. The Miracle and The Sleeper représentant Romulus et Remus, personnages de la mythologie romaine et Metropolis représentant Amulius que les deux premiers tueront. Scenes From A Memory reprendra l'histoire dans un contexte plus actuel (l'histoire de l'album se passant en 1928).
- En live, les 40 premières secondes sont tout le temps jouées sur une cassette, excepté sur le live Score, où l'introduction est jouée par le groupe et l'Octavarium Orchestra.
- Le 6 mars 2004, la chanson fut interprétée avec tous les membres de Dream Theater depuis leur début excepté Kevin Moore à l'occasion du 15e anniversaire du premier album When Dream And Day Unite. Un DVD (sorti sous le label YtseJam Records) a été réalisé de ce spectacle appelé When Dream And Day Reunite.
- La chanson est indifféremment appelée Metropolis, Metropolis Part 1 ou Metropolis Pt. 1.

## Personnel
- James LaBrie - chant
- Kevin Moore - claviers
- John Myung - basse
- John Petrucci - guitare
- Mike Portnoy - batterie